# Гурська Галина
Гали́на Ендельман, у шлюбі Ґу́рська (пол. Halina Górska; 14 травня 1898, Варшава — 4 червня 1942, Львів) — польська громадсько-політична й освітянська діячка, перекладачка та письменниця.

## Біографія
Галинка Ендельман народилася у Варшаві в родині успішного лікаря Зиґмунда Ендельмана і письменниці Чеслави Брауде. Походила із середовища асимільованих польських євреїв. Виростала в середовищі передової польської інтелігенції, зокрема її батько та інші члени роду Ендельманів підтримували виховні й методичні проєкти Януша Корчака, педагога, лікаря і письменника, творця Дому сиріт. У 1905 році батьки Галинки розлучилися. Її мати Чеслава Галич (літературний псевдонім) вдруге одружилася з інженером Генриком Розенблатом, великим шанувальником музики і малярства. В 1907 році родина Розенблатів емігрувала до Бельгії й оселилася в Брюсселі. Згодом Галинка мешкатиме у матері, коли навчатиметься в університеті. Проте дитиною Галинка залишилася мешкати у Варшаві з батьком, який незабаром одружився знову. Вразлива дівчинка важко переживала родинну драму і долала її згодом, послуговуючись психоаналізом Зигмунда Фрейда, під час написання спогадів і романів виховання «Друга брама» та «Над чорною водою».
Початкову освіту здобувала спершу під керівництвом Целіни Вітковської, повну шкільну освіту здобула у спеціалізованій природничо-математичній гімназії Анелі Верецької у Варшаві, яку закінчила у 1918 році. Із восьми років навчалася на підпільних курсах у відомої педагогині Стефанії Семполовської, щоб вивчити польську мову, літературу, культуру й історію, оскільки на той час Варшава перебувала під жорстокою російською займанщиною. Стефанія Семполовська була діячкою соціалістичних поглядів, яка вплинула на духовний та ідеологічний розвиток Галини Ендельман, значною мірою визначивши напрям її подальшого життя.
1918 року закінчила природничо-математичну гімназію. Вступила до Варшавського університету, але після річних студій в університеті Галина Ендельман у 1919 році переїхала до матері в Брюссель. У 1923 році закінчила навчання в Брюссельському університеті на факультеті соціології, де навчалася під керівництвом професора Гійома де Грефа, теоретика демократичного соціалізму, послідовника політичної філософії Огюста Конта.
У 1923 році одружилася з ветераном польського соціалістичного і визвольного руху Мар'яном Ґурським, з яким познайомилася у Брюсселі. Письменниця разом із чоловіком (директор транспортного бюро) мешкала у Білій Церкві. На зламі 1923—1924 років переїхала з ним до Львова. 1924 року народила доньку Кристину, названу на честь святої Христини Мірабели, героїні одного з ранніх оповідань Галини Ґурської «Оповідь про Христину Мірабелу». 
У 1930 році почала виступати на Львівському радіо. Вечірні передачі на суспільні та етичні теми, адресовані передусім молоді, набули широкого розголосу. Молода літераторка розповідала в них про брехливість і облуду в стосунках між людьми, про суспільні вади, про подвійну мораль «буржуазного суспільства». У 1930-х роках на Варшавському радіо вів свою передачу Старий Доктор — Януш Корчак, якого Ґурська вважала своїм учителем, їздила до нього за порадами та консультаціями.
Просвітницькі виступи на радіо привабили до Галини Ґурської широке різнонаціональне коло молоді та інтелектуалів, які узялися до благодійної діяльності. Приятелі письменниці створили рух Блакитних Лицарів, покликаний матеріально і психологічно допомагати львівським злидарям, дітям люмпенів. Таким чином, завдяки програмі «Радіо — дітям» було розпочато збір коштів і речей, а помешкання Ґурських стало штабом руху, де збирали посилки, речі, харчі, вели картотеки нужденних і переказували пожертви для близько тисячі дітей із понад 450-ти родин безробітних. Волонтери також надавали психологічну допомогу злидарям.
У 1931 році Галина Ґурська познайомилася із 21-річним студентом-полоністом Каролем Курилюком. Він брав активну участь у русі Блакитних Лицарів, працював у світлиці для безпритульних дітей на вулиці Пекарській. У 1933 році разом з ним Ґурська заснувала у Львові журнал «Сигнали», де друкували свої твори відомі вже тоді Марія Домбровська, Бруно Шульц,Леопольд Стафф, Анджей Струг, Юліан Тувім, Юзеф Вітлін, а також початківці Ервін Аксер, Станіслав Єжи Лец, Чеслав Мілош, Дебора Фоґель, Мирослав Жулавський. Тут з'являлися переклади творів Анрі Барбюса, Андре Мальро, Карла фон Осецького, Поля Валері. Спеціально для «Сигналів» писали українські письменники Богдан-Ігор Антонич і Михайло Рудницький.
1932 року Галина Ґурська стала однією із 20 засновників «Товариства прихильників акції „Радіо дітям“». Серед засновників цього товариства були також Юліуш Петри — директор програм «Польського радіо» у Львові, Генріх Брайт — доктор філософії.
У 1934—1936 роках була активною учасницею суспільно-політичного життя Львова, брала участь у пам'ятному похороні безробітного Владислава Козака, вбитого поліцією в центрі Львова під час мирної демонстрації, входила до складу делегації Ліги захисту прав людини, а також була співорганізаторкою Антифашистського конгресу діячів культури, що проходив 16—17 травня 1936 року у Львові. Належала до львівського відділення літературного угрупування лівого спрямування «Передмістя», заснованого 1933 року в Варшаві за ініціативи Гелени Боґушевської та Єжи Корнацького; до львівського відділення належали також Анна і Єжи Ковальські, Ян Бжоза, Влодзімєж Ямпольський. Угруповання цікавилося життям соціальних низів міста.
Восени 1939 року письменницю лівих поглядів обрали депутаткою до Народних зборів Західної України. Була єдиною делегаткою до Народних Зборів Західної України, яка утрималась під час голосування щодо приєднання Західної України до УРСР.
У 1939—1940 роках Галина Ґурська керувала притулком для сиріт, перекладала твори українських та російських письменників. 17 вересня 1940 року вступила до Спілки радянських письменників України. У період одужання після важкого запалення легень вона почала працювати над романом-епопеєю «В державі Ґрьодлів» (були опубліковані лише уривки), писала оповідання з життя гуцулів, переклала для заробітку польською роман Максима Горького «Мати». 1941 року за ініціативи Гуртка полоністів Львівського університету відбувся вечір, присвячений письменниці. Ґурська була однією з небагатьох присутніх на похороні Олександра Гаврилюка та Степана Тудора, які загинули під час першого бомбардування Львова 22 червня 1941 року.
Коли Львів опинився під німецькою окупацією, Галина Ґурська переховувалася у друзів, українців-робітників Василя і Варвари Білоусів. Проте її чоловік важко хворів на туберкульоз та рак, і Галина повернулася додому доглядати помираючого, якого безмежно кохала. 19 листопада 1941 року її заарештувало гестапо через її єврейське походження та ліві переконання і антифашистські заклики. Її чоловік помер у грудні 1941 року.
Ув'язнена окупаційною владою в тюрмі гестапо на Лонцького (нині Музей-меморіал жертв окупаційних режимів у Львові), важко хворіючи, по дев'ятимісячному ув'язненню, 4 червня 1942 року була страчена німецькими окупантами в єврейському гетто на Пасіках Личаківських. У письменниці немає могили, тіло її було спалене, як і тіла тисячі інших жертв гестапо.

## Творчість
Писала романи та твори, котрі переважно присвячувала дітям польських робітників:
- 1930 — «Про королевича Ґотфріда, лицаря Різдвяної Зорі»;
- 1931 — «Над чорною водою»;
- 1934 — «Другий під'їзд»;
- 1934 — «Хлопці з вулиць міста»;
- 1937 — «Тупик»;
- 1939 — «Втечі»;
- 1940 — «Оповіді про благословенного отрока Джона».

Першою переклала польською мовою «Щоденник» Т. Г. Шевченка.

## Українські переклади
- Про королевича Ґотфріда, лицаря Різдвяної Зорі: вибрані твори / Галина Ґурська; пер. з пол. Павлишин Андрій Степанович. — Знання, 2018. — 191 с. — ISBN 978-617-07-0650-8.

## Вшанування
23 вересня 2017 року у міському палаці культури імені Гната Хоткевича відбувся вечір пам'яті Галини Ґурської. Того ж року у Львові завдяки ініціативі Українського ПЕН-центру з'явився символічний знак пам'яті про Галину Ґурську на меморіалі жертв львівського гетто, що розташований поряд з Палацом культури імені Гната Хоткевича.